# Giuliano da Rimini
Pour les articles homonymes, voir Rimini (homonymie).
Giuliano da Rimini est un peintre italien du début du XIVe siècle, originaire de Rimini, en Émilie-Romagne, se rattachant au courant de la pré-Renaissance, actif entre 1307 et 1324.

## Biographie
Giuliano da Rimini est l'un des trois peintres avec Pietro da Rimini et Giovanni da Rimini qui ont subi l'influence de Giotto lors de son passage à Rimini et qui participent de  l'école de Rimini.
Il est marqué d'un giottisme assez archaïque qui dérive des fresques d'Assise et son activité s'est déroulée parallèlement à celle de Giovanni da Rimini, à un niveau plus modeste. L'acquisition précoce par Giuliano des enseignements de Giotto est remarquable. Il l'a peut-être reçue directement sur le site du Temple Malatesta où les Florentins ont créé les fresques perdues commandées par les franciscains. Giuliano peut y avoir été l'un des collaborateurs de Giotto.
On attribue à Giuliano un polyptyque signé et daté de 1324, aujourd'hui disparu, qu'il exécute avec Pietro da Rimini, pour le maître-autel de l'église des érémitiques de Padoue.

## Œuvres

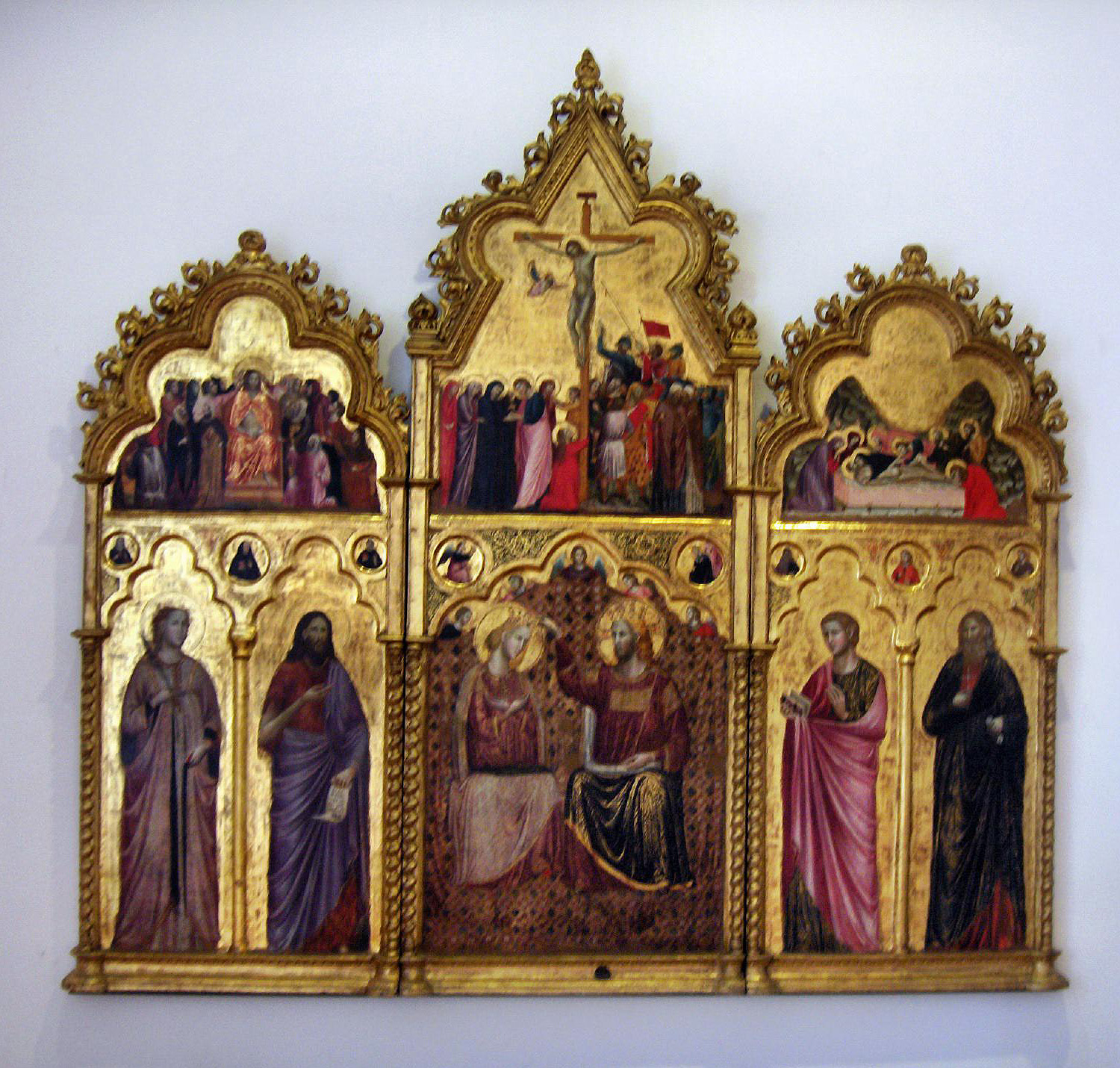
Incoronazione della Vergine, santi e scene della Passione e morte di Cristo, retable, musée de Rimini.

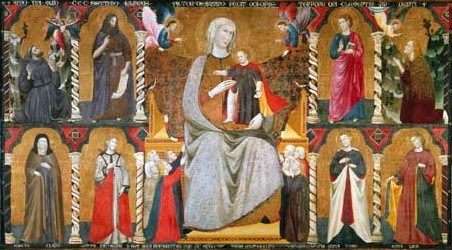
Vierge trônant entourée de huit saints.

La Madone trônant entourée de huit saints (ou Retable d'Urbania), retable initialement à la cathédrale d'Urbino, signé et daté 1307, est conservé au musée Gardner, à Boston. Il marque l'impact de Giotto sur une école naissance qui deviendra l'une des plus vivantes du Trecento. La force, la netteté monumentale de la Vierge et des huit saints qui l'entourent font écho au passage du Florentin. Le peintre affirme un sens chromatique original : le fond d'or se module dans le décor du « drap d'honneur » tandis que les vêtements, ceux des anges en particulier, permettent une délicatesse de nuances sur lesquelles éclatent les rouges et les bleus. Ce collorisme exceptionnel se comprend à partir de la tradition vénéto-byzantine qui est l'un des traits particuliers de l'école locale.
Sur la base de cette seule œuvre signée survivante, les historiens de l'art ont attribué plusieurs œuvres présentant des caractéristiques similaires à Giuliano:

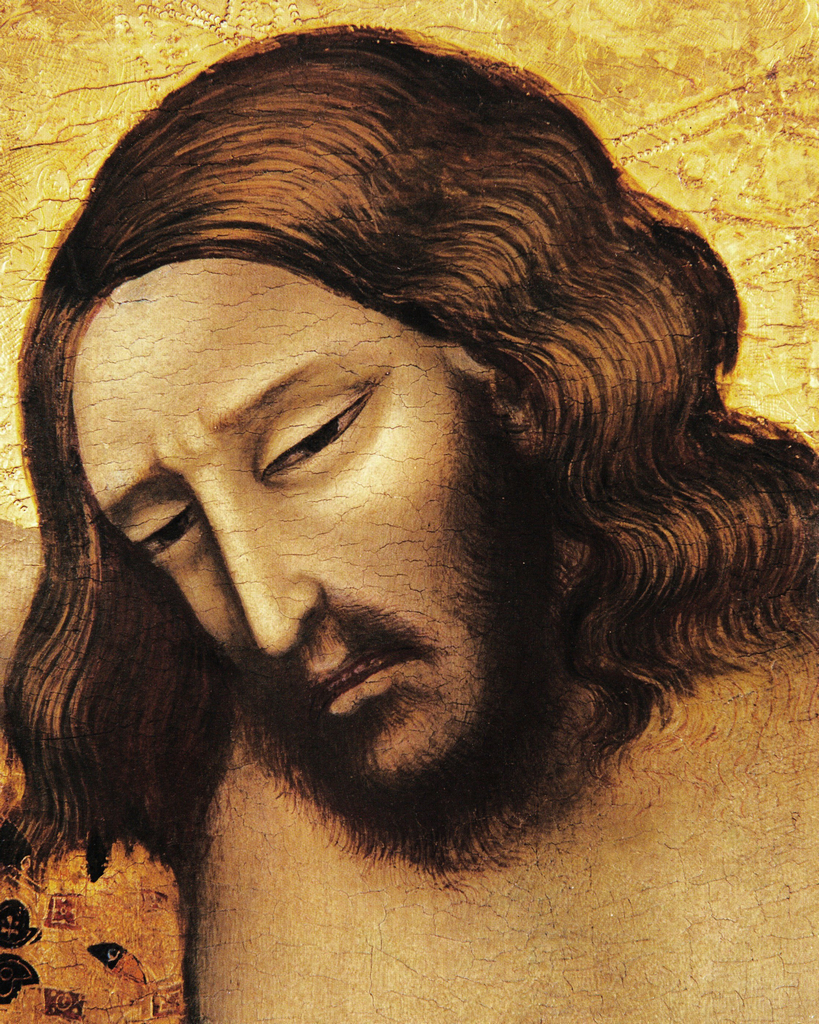
Tête du Christ, Fondazione Cassa di Risparmio di Rimini.

- le polyptyque sur bois avec Le Couronnement de la Vierge, des saints et des scènes de la Passion et de la mort du Christ, anciennement dans une collection privée anglaise (Carlton Towers, coll. duc de Norfolk), et maintenant exposé au Musée de la ville de Rimini.
- la grandiose Crucifixion dans l'église de San Marco à Jesi;
- la Vierge à l'Enfant intronisée dans l'oratoire de Carmine à Urbania.
- les fresques fragmentaires de l'église San Francesco à Fermo, conservées dans la chapelle de l'abside et représentant l'Annonciation, la Visitation et le Couronnement de la Vierge.
- la Passion du Christ, Mort du Christ du polyptyque démembré de l'église des érémitiques de Padoue, avec Pietro da Rimini.
- La Vierge à l'Enfant avec un donateur dans l'église Santa Maria à Cesi.
- les décorations de l'ancienne abbaye de Santa Maria à Pomposa.
- la fresque du Christ crucifié avec la Vierge et saint Jean dans la salle capitulaire de l'église Santa Maria dei Servi, ou Basilique de San Pellegrino Laziosi, à Forlì
- lui ou son école s'est également vu attribuer hypothétiquement la fresque de Saint Louis de France conservée à la Galerie d'art civique de Forlì, fresque pour laquelle, cependant, d'autres noms ont également été proposés, dont celui de Guglielmo degli Organi[4]